# Sur (Oman)
Sur (arab. صور, Şūr) – miasto w północno-wschodnim Omanie, nad Zatoką Omańską. Stolica Prowincji Południowo-Wschodniej. Według spisu ludności w 2020 roku liczyło 83,8 tys. mieszkańców. Jest także siedzibą administracyjną wilajetu Sur, który w 2020 roku liczył blisko 111 tys. mieszkańców. Posiada port handlowy, lotnisko.

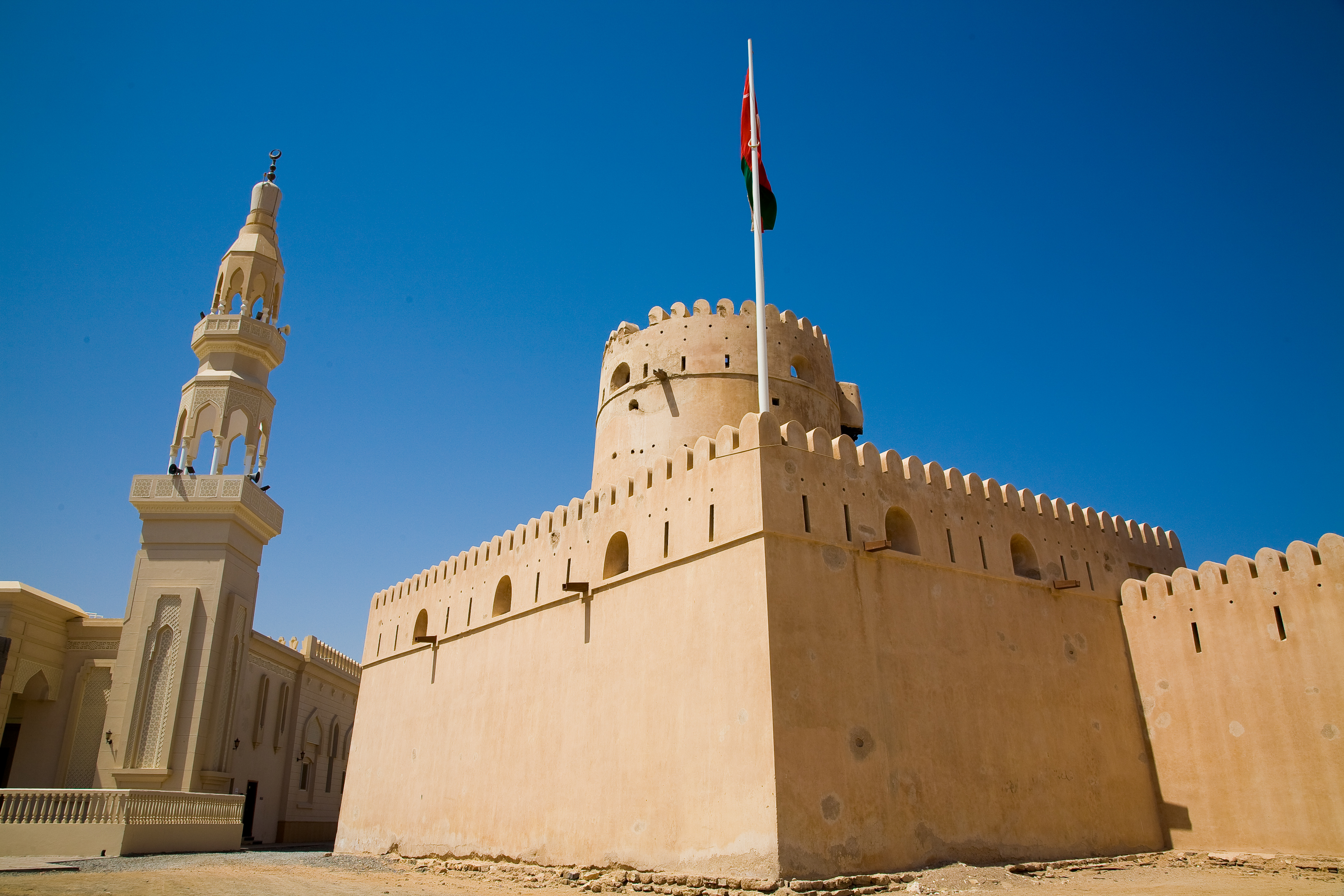
Meczet i fort w mieście Sur

Historycznie miasto jest znane jako ważny punkt docelowy dla żeglarzy. Dziś morze nadal odgrywa ważną część życia w Sur.
W VI wieku Sur został ustanowiony centrum handlu z Afryką Wschodnią. W XVI wieku był pod panowaniem Portugalii, ale został wyzwolony przez imama Omanu Nasira ibn Murszida i przeszedł ożywienie gospodarcze, jako centrum handlu z Indiami i Afryką Wschodnią. Trwało to do połowy XIX wieku, kiedy Wielka Brytania zakazała handlu niewolnikami. Dodatkowo miasto straciło na znaczeniu wskutek otwarcia Kanału Sueskiego, które spowodowało straty w handlu z Indiami.
Dziś miasto zachowało swoją reputację jako ważny ośrodek stoczniowy, budujący statki typu dau, niemal identyczne z tymi wykorzystywanymi w handlu dwa wieki wcześniej. Wiele statków zostało zbudowanych w tym mieście i udało się do Chin, Indii, Zanzibaru, Iraku i wielu innych krajów.
Główną uczelnią w Sur jest Sur College of Applied Sciences. Uczelnia posiada ponad 4000 studentów i oferuje stopnie naukowe w zakresie biznesu, komunikacji, informatyki oraz projektów. Jest uważana za jedną z lepszych szkół wyższych w Omanie.
W czerwcu 2007 roku Sur został poważnie zniszczony przez cyklon Gonu, a w 2010 roku przez cyklon Phet.